# ORP Żuraw
ORP Żuraw – polski trałowiec redowy typu Jaskółka z okresu II wojny światowej, po wojnie służący jako okręt hydrograficzny. Po ucieczce załogi do Szwecji w 1951, przemianowany na OH „Kompas”, pod którą nazwą służył do 1971.

## Budowa i służba w 1939
Zbudowany w Warsztatach Portowych Marynarki Wojennej w Gdyni, jako okręt drugiej serii trałowców typu Jaskółka. Wodowany został 22 sierpnia 1938. Ponieważ okręt miał kłopoty z maszynką sterową i nie był całkowicie wyposażony, nie jest jasne, czy zdążył oficjalnie być przyjęty do służby przed wybuchem wojny – dokładna data wejścia do służby nie jest znana.
Niezupełnie gotowy okręt wziął udział w kampanii wrześniowej w składzie Dywizjonu Minowców, dowodzony przez kpt. mar. Roberta Kasperskiego. 1 września 1939, razem z pozostałymi polskimi trałowcami, wziął udział w walce ze zmasowanym nalotem niemieckich bombowców koło Helu. Okręt następnie bazował w Jastarni, nie biorąc udziału w dalszych akcjach Dywizjonu Trałowców. 14 września „Żuraw” przeszedł na Hel, gdzie opuszczono banderę, a jego załoga dołączyła do obrony lądowej.

## Dalsza służba
Po kapitulacji Helu 2 października 1939, okręt został przejęty w porcie przez Niemców, a następnie został wcielony do niemieckiej marynarki (Kriegsmarine) pod nazwą „Oxhöft” (czyli, Oksywie). Służył tam początkowo jako trałowiec, potem jako okręt pomiarowy (Vermessungsboot). W niemieckiej służbie wyposażono go w nadburcia na śródokręciu, natomiast osłona pomostu bojowego pozostała nie zmieniona. Przetrwał wojnę i razem z 3 innymi dawnymi polskimi trałowcami (OORP „Mewa”, „Rybitwa”, „Czajka”) wszedł w skład rezerwowego zespołu niemieckiej służby trałowej. Okręty te zostały następnie odnalezione przez władze polskie w Travemünde i rewindykowane. 25 stycznia 1946, jeszcze w Travemünde, okręt podniósł ponownie polską banderę i przywrócono mu nazwę ORP „Żuraw”. 13 lutego 1946 przeszedł do Kilonii, gdzie otrzymał uzbrojenie (5 niemieckich działek 20 mm) i wyposażenie trałowe.
12 marca 1946 trałowce z „Żurawiem” powróciły do Gdyni, gdzie zostały wcielone do Flotylli Trałowców, tworząc 1 Dywizjon. Okręt nosił wówczas namalowany znak burtowy: „ŻW”, zmieniony później na: „ŻR”. Pod koniec 1946 „Żuraw” był remontowany, po czym wszedł do kampanii 1 listopada 1946 (najwcześniej z okrętów typu Jaskółka), przydzielony czasowo do zespołu poradzieckich trałowców typu „MT”. 29 listopada 1946 został skierowany do Świnoujścia, w skład Szczecińskiego Obszaru Nadmorskiego. Od grudnia 1946 wielokrotnie delegowany był do pomiarów hydrograficznych. 14 maja 1947 „Żuraw” został na stałe przekazany do Oddziału Hydrograficznego Marynarki Wojennej. Pod koniec 1947 okręt przystosowano do nowych zadań, dodając prostopadłościenną nadbudówkę („domek”) na rufie, mieszczącą kreślarnię map i stanowiącą podstawę do pomostu namiarowego. Uzbrojenie zredukowano do podwójnego działka 20 mm na dziobie. W końcu, „Żuraw” został 15 sierpnia 1948 oficjalnie przeklasyfikowany na okręt hydrograficzny, otrzymując numer burtowy: „HG-11”. Był pierwszym okrętem hydrograficznym polskiej marynarki po II wojnie światowej, wykonując zadania dla Marynarki Wojennej, jak i dla gospodarki morskiej.
1 sierpnia 1951 część załogi sterroryzowała dowództwo i uprowadziła okręt do Ystad w Szwecji. 12 członków załogi poprosiło tam o azyl. Okręt z resztą załogi powrócił 3 sierpnia do kraju. Konsekwencją tego zdarzenia była fala procesów politycznych w Marynarce Wojennej, zakończonych 7 listopada 1951 długoletnimi wyrokami więzienia oraz wyrokami śmierci (niewykonanymi), m.in. dla części z tych członków załogi, którzy powrócili. Ówczesne władze uznały nazwę „Żuraw” za zhańbioną i okręt przemianowano na OH „Kompas”. Przez następne dwudziestolecie służył jako okręt hydrograficzny.
W latach 1959–1963 OH „Kompas” został gruntownie przebudowany w Stoczni Marynarki Wojennej, otrzymując dobudowaną nadbudówkę na pokładzie dziobowym, ciągnącą się od stewy dziobowej do sterówki, osłoniętą w przedniej części podwyższonymi burtami, co zmieniło sylwetkę okrętu. Zlikwidowano przy tym nadbudówkę – „domek” na rufie i usunięto wystającą osłonę pomostu nawigacyjnego. Okręt otrzymał także nowy trójnożny maszt. Z końcem grudnia 1971 został wycofany ze służby, po czym przekształcony na barkę koszarową BK-4 w Gdyni. W 1977 został przeznaczony do skasowania.

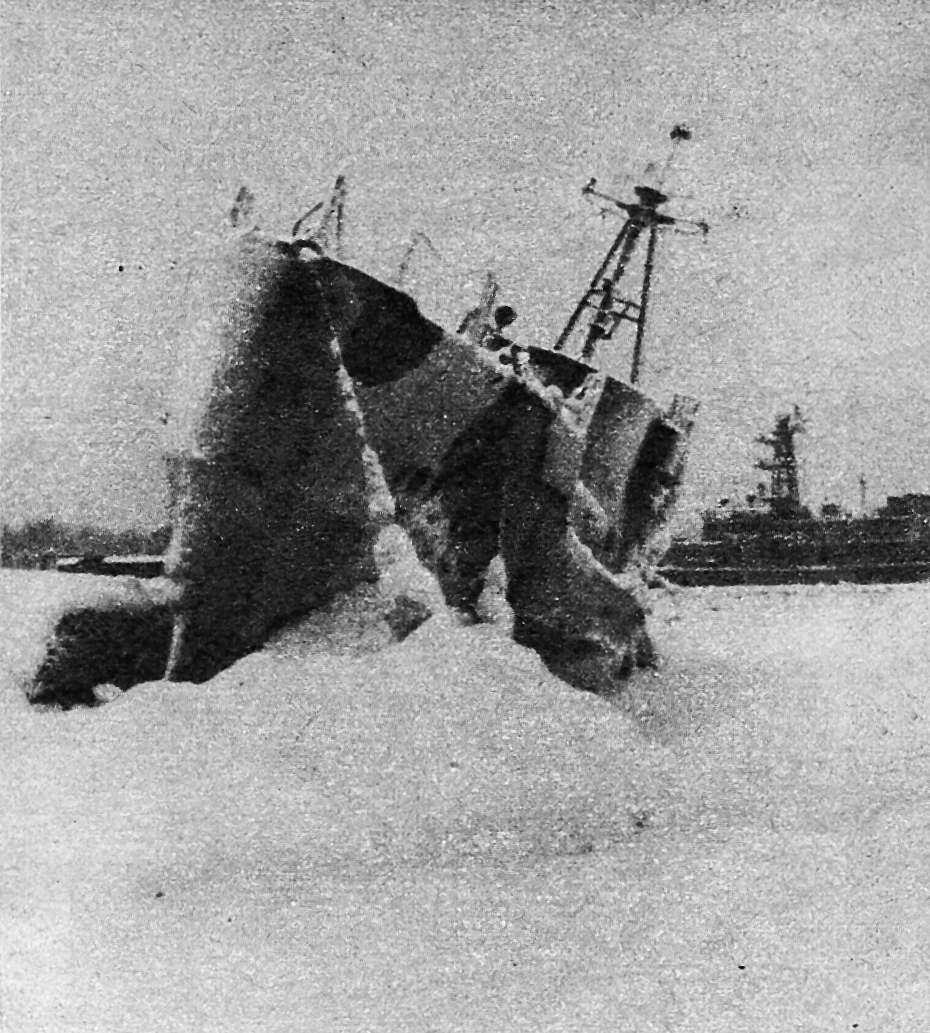
OH Kompas wyrzucony na brzeg

W czasie sztormu w noc sylwestrową 1978-79 zerwał się z cum. Holownik Lech próbował go ratować, ale zdołał jedynie doprowadzić do kontrolowanego wyrzucenia na brzeg w pobliżu budynku orkiestry w X basenie. Po tym mieszkańcy ostatecznie go opuścili.
16 lipca 1981 podczas holowania na Hel (przez holownik H-12) zaczął tonąć. Osadzony na dnie, częściowo wystający nad wodę wrak, podniesiono w kwietniu 2005 i zezłomowano.

## Kalendarium
- 1937 – położenie stępki
- 22 sierpnia 1938 – wodowanie
- 31 sierpnia 1939 (?) podniesienie bandery
- 14 września – opuszczenie bandery
- 2 października 1939-1945 – w służbie niemieckiej jako „Oxhöft” w Kriegsmarine
- od 15 października 1945 – w Deutsche Mineräumdienststeilung
- 25 stycznia 1946 – podniesienie polskiej bandery i przywrócenie nazwy ORP „Żuraw”.
- 15 października 1948 – przekształcenie w okręt hydrograficzny
- 1 sierpnia 1951 – uprowadzenie okrętu do Szwecji
- 1951 – zmiana nazwy na ORP „Kompas”
- grudzień 1971 – wycofanie ze służby liniowej i przekształcenie w barkę koszarową „BK – 4”
- 1977 – wycofanie i przeznaczenie do kasacji.
- 31 grudnia 1978/1 stycznia 1979 – zerwanie cum i wyrzucenie na brzeg w pobliżu budynku orkiestry[7].
- 1981 początek złomowania

## Dane techniczne
- wyporność:
  - standardowa – 183 ton,
  - pełna – 203 t (po przebudowie – 300 t)
- wymiary:
  - długość – 45 m (po przebud. 45,7 m)
  - szerokość – 5,5 m (po przebud. 5,5 m)
  - zanurzenie – 1,7 m (po przebud. 2,2 m)
- napęd: 2 silniki wysokoprężne 8 cylindrowe o mocy łącznej 1050 KM
- zasięg: 4300 Mm przy prędkości 8,3 w. – po przebudowie
- prędkość: 18 węzłów (po przebudowie: 14,3 w)
- załoga: 30 (po przebudowie 38)

- uzbrojenie (do 1939):
  - 1 działo kaliber 75 mm
  - 1 podwójnie sprzężony wkm 13,2 mm Hotchkiss
  - 2 karabiny maszynowe przeciwlotnicze 7,92 mm
  - 20 min wz. 08
  - 20 bomb głębinowych
- uzbrojenie (1946-1948):
  - 5 działek przeciwlotniczych kaliber 20 mm (dwa podwójne i 1 pojedyncze)
  - 20 min wz.08
- uzbrojenie (1948-49):
  - 2 działka przeciwlotnicze kaliber 20 mm (1 podwójnie sprzężone)
- od 1950 – bez uzbrojenia

- wyposażenie trałowe: 2 komplety trałów kontaktowych (jako trałowiec)